# Trung cấp nghề ở Skierniewice
Trường Trung cấp nghề ở Skierniewice (pl. Państwowa Wyższa Szkoła Zawodowa w Skierniewicach) là một trường đại học dạy nghề được thành lập vào ngày 1 tháng 10 năm 2005, dựa trên nghị quyết của Hội đồng Bộ trưởng ngày 27 tháng 9 năm 2005 (Dz.U. vol.190, đoạn 1605) và cấp bằng Cử nhân (BA). camencjat).

## Lịch sử
Hiệu trưởng của trường này được bổ nhiệm vào ngày 17 tháng 10 năm 2005. Lần tuyển sinh đầu tiên tại Khoa Kinh tế và Xã hội học vào năm 2005/2006 diễn ra vào ngày 17 tháng 10 năm 2005, kết quả là 211 sinh viên được nhận vào học. Vào thời điểm đó, Trường đã sử dụng các cơ sở của Trung tâm Giáo dục dành cho người lớn ở Skierniewice, ở số 4 Al. Niepodległości.
Việc tuyển sinh cho các năm học 2006/2007 và 2007/2008 diễn ra tại bốn khoa: Kinh tế, Xã hội học, Triết học Ba Lan và Trồng trọt. Vào cuối tháng 9 năm 2008, Trường đã chuyển cơ sở. Hiện tại các lớp học đang được tổ chức trong tòa nhà chính của trường Skierniewice, tại 64C phố Batorego. Chỉ có một số lớp học được tổ chức tại cơ sở cũ, và các thí nghiệm đặc biệt được tiến hành trong tòa nhà SGGW tại số 10 đường Sobieskiego.
Trong lễ khánh thành năm học 2007/2008, Trường Trung cấp nghề Nhà nước tại Skierniewice đã nhận được biểu ngữ riêng của trường.
Trong đợt tuyển sinh năm 2008/2009, Trường đã mở hai lĩnh vực nghiên cứu mới: Khoa học Máy tính và Kinh tế lượng và Tài chính và Kế toán.